# Palais de Mogoșoaia
Le palais de Mogoșoaia (en roumain : Palatul Mogoșoaia) est un édifice historique de la noblesse roumaine, bâti au début du XVIIIe siècle dans la ville de Mogoșoaia, sise dans le județ d'Ilfov, en Roumanie ; il est situé à environ 15 km du centre de Bucarest. 
L'ensemble comprend l'édifice actuel, sa cour avec la tour de garde, la cuhnia (cuisine) et l'église Saint-Georges, adossée aux murs de la cour. Le palais tire le nom de la veuve de Mogoș, un écuyer qui possédait le terrain sur lequel il a été construit. 
Le palais de Mogoșoaia a été en possession de la famille Brancovan pendant 120 ans environ, pour devenir ensuite propriété de la famille Bibescu jusqu'à sa confiscation par le régime communiste de Roumanie. Il appartient aujourd'hui à l'état roumain et il est classé monument historique.
Le palais a servi de lieu de tournage en 1966 pour le film franco-italo-roumain de Bernard Borderie :  Sept hommes et une garce, sorti sur les écrans en 1967.

## Source
- (it) Cet article est partiellement ou en totalité issu de l’article de Wikipédia en italien intitulé « Palazzo di Mogoșoaia » (voir la liste des auteurs).